# Ernesto de Vasconcelos
Ernesto Júlio de Carvalho e Vasconcelos (Almeirim, 17 de setembro de 1852 — Lisboa, 15 de novembro de 1930), mais conhecido por Ernesto de Vasconcelos, foi um militar da Armada Portuguesa, onde atingiu o posto de vice-almirante, engenheiro hidrógrafo, explorador e geógrafo, presidente e secretário perpétuo da Sociedade de Geografia de Lisboa. Foi autor de numerosas obras de temática colonial e sobre os Descobrimentos Portugueses. Foi membro da Maçonaria.

## Biografia
Nasceu em Almeirim, onde o seu pai exercia clínica, filho do médico-cirurgião António Germano Falcão de Carvalho e de sua mulher, Maria Amália Lobão de Vasconcellos.
Neto de um oficial da Armada, pois seu avô materno fora capitão-de-fragata, resolveu seguir a vida militar e depois de estudos preparatórios em Almeirim e Santarém, em 1863, aos 11 anos de idade, assentou praça na Armada Portuguesa. Em 1879, com 23 anos de idade, foi promovido ao posto de guarda-marinha. Especializou-se então com o curso de engenheiro hidrógrafo, colaborando em diversos levantamentos hidrográficos na costa portuguesa, entre os quais os das barras do Tejo e do Guadiana.
Nos seus períodos de embarque visita as costas das então colónias portuguesas de África, colaborando em diversos trabalhos hidrográficos e de elaboração de cartografia. Coordenou o levantamento hidrográfico da foz do rio Zaire, tendo em 1886 descoberto a existência de um vale submarino no prolongamento daquele rio.
Ganhou renome na área da cartografia e da geografia, sendo nomeado para várias comissões de delimitação de fronteiras nas colónias africanas e no Timor Português, entre as quais a que resolveu a questão do Barotze, em Angola, a que renegociou o convénio fronteiriço com a África do Sul, modificando o de 1909, e a que estabeleceu as fronteiras de Timor, da qual fez também parte Hermenegildo Capelo.
Em 1887, sendo primeiro-tenente, elaborou um projecto de uniformização internacional dos serviços de farolagem, documento que foi enviado a todos os países marítimos.
Interessou-se pelas questões geográficas da história dos Descobrimentos Portugueses. Foi sócio da Sociedade de Geografia de Lisboa, desde os 25 anos de idade, à qual chegou a presidir e de que foi secretário perpétua. Também presidiu à Comissão de Cartografia do Ministério da Marinha e Ultramar e foi professor da Escola Naval e da então fundada Escola Colonial, depois Instituto de Altos Estudos Ultramarinos. Esta última instituição foi fundada por iniciativa do então Ministro da Marinha e Ultramar, Dr. Manuel António Moreira Júnior, de quem Ernesto de Vasconcelos era chefe de gabinete.
Para além das questões navais e de geografia, também se interessou pela política. Foi deputado às Cortes, vice-presidente da Câmara de Deputados e chefe de gabinete de vários ministros. Exerceu o ainda as funções de Director-Geral no Ministério das Colónias. Foi agraciado com a carta de conselho pelo rei D. Carlos I de Portugal.
Após a proclamação da República Portuguesa manteve a sua acção na Sociedade de Geografia e na Escola Colonial, aderindo à Maçonaria. Quando o Governo Provisória da República decidiu rescindir o contrato de 25 de Novembro de 1905 que havia sido celebrado com a Empresa Nacional de Navegação para as ligações com as colónias de África, já no posto de capitão-de-mar-e-guerra foi escolhido para presidir à comissão criada para encontrar uma solução alternativa.
Em 3 de abril de 1911 foi novamente nomeado por Bernardino Machado para integrar a comissão criada para estudar os interesses de Macau. Era então presidente da Sociedade de Geografia de Lisboa. Também presidiu à comissão formada em 1912 para estudar a reorganização do Colégio das Missões Ultramarinas. Foi secretário do Comité Permanente a Favor do Desenvolvimento das Colónias, presidida pelo general Joaquim José Machado.
Para além da Sociedade de Geografia de Lisboa, foi sócio de múltiplas agremiações culturais e científicas, nacionais e estrangeiras. Foi ainda director da Revista Portuguesa Colonial e Marítima e colaborador sobre temas portugueses da Enciclopédia Britânica e da The International Geography. Também se encontra colaboração da sua autoria na Gazeta das colónias   (1924-1926).

## Principais obras publicadas
Deixou uma extensa bibliografia, com mais de 50 obras publicadas, de entre as quais se destacam:
- Astronomia Fotográfica (1884 e 1886);
- Uniformidade Internacional de Bóias e Balizas Marítimas (1887);
- Relação dos Mapas, Cartas, Plantas e Vistas Pertencentes ao Ministério da Marinha e Ultramar, com Algumas Notas e Notícias (1892;
- Subsídios para a História da Cartografia Portuguesa nos sécs. XVI, XVII e XVIII (1916).